# Procheiridium judsoni
Procheiridium
Genre
Espèce
Procheiridium judsoni, unique représentant du genre Procheiridium, est une espèce fossile de pseudoscorpions de la famille des Cheiridiidae.

## Distribution
Cette espèce a été découverte dans de l'ambre de Birmanie. Elle date du Crétacé.

## Description

Procheiridium judsoni

Procheiridium judsoni

L'holotype mesure 1,52 mm.

## Étymologie
Cette espèce est nommée en l'honneur de Mark L. I. Judson.

## Publication originale
- Porta, Michalik, Franchi & Proud, 2020 : « The first fossil pycnocheiridiine pseudoscorpion (Pseudoscorpiones: Cheiridiidae: Procheiridium gen. nov.) from Cretaceous Burmese amber. » Zootaxa , no 4801(1), p. 142–150.